# Mathias De Witte
Mathias De Witte, né le 29 mars 1993 à Bruges, est un coureur cycliste belge, professionnel de 2017 à 2021.

## Biographie
Mathias De Witte signe son premier contrat professionnel avec l'équipe continentale Cibel-Cebon pour la saison 2017. Il se distingue en terminant dixième de la Nokere Koerse en mars puis sixième du Tro Bro Leon en avril. En 2018, il est recruté par l'équipe continentale professionnelle Verandas Willems-Crelan. 
En 2021 et 2021, il court avec l'équipe continentale Natura4Ever-Roubaix Lille Métropole. En août, il termine douzième du Tour du Limousin-Nouvelle-Aquitaine. Il n'est pas conservé par l'équipe à l'issue de la saison 2021.

## Palmarès et résultats

### Palmarès par année
- 2016
  - 2e du championnat de Belgique du contre-la-montre par équipes
  - 2e du Grand Prix Jules Van Hevel
- 2017
  - 3e de la Puivelde Koerse
- 2018
  - 2e de la Puivelde Koerse

### Classements mondiaux
| Année           | 2016   | 2017 | 2018 |
| --------------- | ------ | ---- | ---- |
| UCI Europe Tour | 1 657e | 407e | 647e |